# Faccombe
Faccombe – wieś w Anglii, w hrabstwie Hampshire, w dystrykcie Test Valley. Leży 29 km na północ od miasta Winchester i 94 km na zachód od Londynu.